# Detective Conan - Il mago del cielo d'argento
Detective Conan - Il mago del cielo d'argento (名探偵コナン 銀翼の奇術師（マジシャン）?, Meitantei Konan - Gin'yoku no majishan, lett. "Detective Conan - Il mago dalle ali d'argento"), conosciuto anche con il titolo internazionale Detective Conan: Magician of the Silver Sky, è un film d'animazione del 2004 diretto da Yasuichirō Yamamoto.
Si tratta dell'ottavo film dedicato alla serie anime Detective Conan, uscito in Giappone il 17 aprile 2004.

## Trama
L'ex hostess Juri Maki, diventata una famosa attrice teatrale, ha ricevuto una lettera di avviso da Kaito Kid, il quale dichiara di volerle rubare lo "Zaffiro del destino", uno splendido anello con pietra preziosa che indossa sempre quando è in scena. Maki, che deve interpretare il ruolo di Joséphine de Beauharnais, la moglie di Napoleone Bonaparte, affida l'incarico di proteggere il suo gioiello a Kogoro, il quale è convinto che il furto debba avvenire la sera stessa, durante l'ultima rappresentazione.
Kogoro si presenta al teatro Sora dove è prevista la rappresentazione teatrale di Juri per scortarla insieme ai suoi amici: Conan, Ran, Sonoko, Agasa, Ai e i Detective Boys. Conan ha subito modo di scoprire la presenza di Kid, non ancora incastrato dal piccolo detective, che si introduce nel teatro e tenta di nascondersi dietro vari travestimenti, come quello dello stesso Shinichi, il quale si è offerto di collaborare con la polizia. Il ragazzino, che non allenta la guardia, affronta Kid e riesce a metterlo in fuga.
Il furto pare essere stato sventato e, per festeggiare al termine della rappresentazione teatrale, il giorno dopo Maki invita i colleghi, Kogoro, Conan e gli altri a partire con lei a bordo del volo di linea SKY-J 865, il suo jet privato dove in passato aveva lavorato come hostess, preso all'aeroporto di Haneda, per andare a trascorrere una vacanza nel suo cottage a Hakodate. È proprio sull'aereo in volo che Conan scopre il vero piano di Kid, ma accade qualcosa di imprevedibile che ostacola il furto.
Durante il viaggio, la donna viene avvelenata e muore. Conan scopre che la colpevole è l'assistente personale della vittima, ma accidentalmente addormenta Eri Kisaki al posto di Kogoro, riuscendo comunque a risolvere il caso. Si scopre che il veleno usato è cianuro di potassio e, siccome la vittima era entrata in contatto con i due piloti dell'aereo, questi finiscono in coma, ma per fortuna non muoiono. A questo punto, Conan prende in mano la situazione e pilota l'aereo con un ragazzo di nome Isao Shinjo, sotto il quale si cela Kaito Kid. Il ladro lo informa che ha rinunciato al furto, dopo aver scoperto che l'anello è solo un'imitazione per attirare di più il pubblico alle rappresentazioni teatrali.
Prima dell'atterraggio di fortuna, Kid riesce a scappare e, dopo il disastro sfiorato per un pelo, Conan chiama Ran con la voce di Shinichi, anche se lei pensa di aver parlato prima con Kid, soprattutto perché gli ha rivelato di essere innamorata di lui.

## Colonna sonora
Il musicista Katsuo Ōno ha composto quaranta nuove tracce, utilizzate poi anche nella serie televisiva. La sigla finale è Dream×Dream, di Rina Aiuchi.

## Distribuzione

### Edizione italiana
In Italia il film è stato solo trasmesso in televisione, in una versione intera e in una divisa in cinque parti da venti minuti circa, entrambe senza censure video e con lo stesso doppiaggio non censurato. Il doppiaggio italiano è stato eseguito dalla Merak Film e diretto da Graziano Galoforo e Loredana Nicosia su dialoghi di Marina Attilio e Cristina Robustelli.
La versione intera è stata trasmessa per la prima volta su Hiro il 12 ottobre 2009 e replicata per la prima volta in chiaro il 7 novembre 2012 su Italia 2. Questa versione mantiene la sigla finale originale con le relative immagini e l'introduzione che riassume l'inizio della storia del manga, presente in ogni film seppur con qualche differenza. L'epilogo è dopo la sigla finale come in originale. Alla trasmissione su Italia 2, finora l'unica in chiaro per questa versione, la sigla finale aveva l'audio delle parole abbassato, facendo sentire quasi solo la musica.
La versione divisa in parti è stata trasmessa su Italia 2 dal 17 al 21 luglio 2012 (prima visione in chiaro del film). Per questa versione è stata utilizzata come sigla sia iniziale che finale di ogni parte la prima sigla italiana della serie televisiva, Detective Conan di Giorgio Vanni, con le immagini della sigla di apertura dell'episodio speciale 479, in cui sono presenti quindi anche alcuni personaggi comparsi solo in quell'episodio. Per la prima parte della sigla finale, le immagini sono spostate sulla destra e i titoli internazionali in inglese scorrono su sfondo nero sulla parte sinistra dello schermo. La versione divisa in parti è priva dell'introduzione e ha l'epilogo collocato prima della sigla finale anziché dopo.

### Edizioni home video
In Giappone il film è stato pubblicato in DVD da Universal Music Japan il 15 dicembre 2004 e in VHS da Shogakukan il 6 aprile 2005. Dopodiché, il film è stato pubblicato da Being con l'etichetta B-vision in Blu-ray Disc il 24 dicembre 2010 e in una nuova edizione in DVD il 25 febbraio 2011. In Italia non è mai stato pubblicato per l'home video.

## Accoglienza

### Incassi
Il film ha incassato 2 miliardi e 800 milioni yen, ovvero circa 19 milioni di euro, classificandosi al sesto posto dei film giapponesi con il maggior incasso in patria nel 2004.

## Versione a fumetti
Con i fotogrammi del film è stato prodotto un anime comic in due volumi dal titolo Gekijōban Meitantei Conan - Gin'yoku no magician (劇場版 名探偵コナン 銀翼の奇術師（マジシャン）?, Gekijōban Meitantei Konan - Gin'yoku no majishan, "Detective Conan - Il film - Il mago dalle ali d'argento"). La "prima parte" (上?, jō) è stata pubblicata da Shogakukan il 18 novembre 2004 (ISBN 4-09-127753-5), la "seconda parte" (下?, ge) il 17 dicembre dello stesso anno (ISBN 4-09-127754-3). Un'edizione in volume unico è stata poi pubblicata sempre da Shogakukan il 15 aprile 2006 (ISBN 4-09-120515-1).